# Белизе на Летњим олимпијским играма 2004.
Белизе се на свом седмом учешћу на Летњим олимпијским играма представио у Атини 2004. са двоје спортиста који су се такмичили у атлетици
Заставу Белизеа на свечаном отварању заставу је носила атлетичарка Ема Вејд.
На овим играма Белизе није освојио ниједну медаљу, па је остао у групи земаља које нису освојиле ниједну медаљу.

## Резултати по дисциплинама

### Атлетика

#### Мушкарци
| Атлетичарка  | Дисциплина | Група    | Група     | Четвртфинале     | Четвртфинале     | Полуфинале       | Полуфинале       | Финале           | Финале | Детаљи |
| Атлетичарка  | Дисциплина | Резултат | Место     | Резултат         | Место            | Резултат         | Место            | Резултат         | Место  | Детаљи |
| ------------ | ---------- | -------- | --------- | ---------------- | ---------------- | ---------------- | ---------------- | ---------------- | ------ | ------ |
| Мајкл Агилар | 400 м пр.  | 51,21    | 7 у гр. 3 | Није се пласирао | Није се пласирао | Није се пласирао | Није се пласирао | Није се пласирао | 32/35  |        |

#### Жене
| Атлетичарка | Дисциплина | Група    | Група     | Четвртфинале      | Четвртфинале      | Полуфинале        | Полуфинале        | Финале            | Финале  | Детаљи |
| Атлетичарка | Дисциплина | Резултат | Место     | Резултат          | Место             | Резултат          | Место             | Резултат          | Место   | Детаљи |
| ----------- | ---------- | -------- | --------- | ----------------- | ----------------- | ----------------- | ----------------- | ----------------- | ------- | ------ |
| Ема Вејд    | 200 м      | 23,43    | 5 у гр. 5 | Није се пласирала | Није се пласирала | Није се пласирала | Није се пласирала | Није се пласирала | 33 / 43 |        |